# Бољетин (Звечан)
Бољетин (алб. Boletin) је насеље у општини Звечан, Косово и Метохија, Република Србија, данас настањено искључиво Албанцима.

## Географија
На брду изнад насеља налази се манастир Српске православне цркве Соколица, а испод саме манастирске порте кула Исе Бољетинија. Бољетин је на југу од Жажа, у подножју Соколице (914м), у долини Бољетинске реке. Међе села су: Поток, Дивље ливаде, Велика и Мала чука, Велики Свињски поток, Петковица, Главичица, Телишић, Пркач, Товариште, Јованов поток, Бојов поток. Унутар су узвишења: Кумулар, Хасанов крш, Кајтазовића крш. Село се дели на крајеве: Горњи Бољетин или Горњу махалу и Доњи Бољетин или Доњу махалу. Удаљеност између крајева је око 500 м. У Доњем Бољетину су три махале, и у Горњем Бољетину, такође три: Петковићи, Фетах и Синан. Гробље Милошевића је код манастира Соколице.

## Историја
Краљ Милутин дао је свом властелину Војтеху село Бољетино. По предању, у „Кршу долине“ стојала је некад нека црква, али од ње нема трага. Недалеко одатле, на Петковици, налази се одломак надгробног крста са веома оштећеним натписом. У подножју Соколице је манастир Соколица, храм посвећен Великој Госпојини. Манастир је дуго стојао y рушевинама, па га је око 1850. године обновио прилозима и новцем из откопане „оставе“ у Раденцу – „радевачким парама“ Радован Остојић из Житковца, села „Преко Ибра“. У манастиру се чува кип Богородице израђен од мермера.

## Порекло становништва
Подаци о пореклу становништва су прикупљени у периоду од 1934. до 1953. године.
- Милошевићи (7 кућа, Ђурђевдан и Св. пр. Илија) су y Горњем Бољетину. Њихов предак је из села Житковца. Овде у Бољетину су чивчије аге Адема Мурсеља „Бољетинца“. Прву кућу чифчија Милошевић подигао је у близини агине куле, а касније његови потомци изместише се са кућама на садашње место.

Дедови данашњих Албанаца доселили су се из Сељанца.

## Демографија
Године 1921. у Бољетину су 27 домаћинстава са 144 члана, а 1948 – 47 домаћинстава са 279 чланова. Према проценама из 2009. године које су коришћене за попис на Косову 2011. године, ово насеље је имало 43 становника, већина Албанци.

| Година       | 1948 | 1953 | 1961 | 1971 | 1981 | 1991 | 2011 |
| ------------ | ---- | ---- | ---- | ---- | ---- | ---- | ---- |
| Становништво | 279  | 301  | 297  | 311  | 223  | 267  | 43   |

|  |

## Галерија
- Бољетин: Кула Исе Бољетинија, обновљена 2009.
- Манастир Соколица